# 打海文三
打海 文三（うちうみ ぶんぞう、1948年8月4日 - 2007年10月9日）は、日本の作家。本名、荒井 一作（あらい いっさく）。

## 略歴
東京都出身。早稲田大学政治経済学部を卒業後、映画の助監督、農業を経て1992年に「灰姫 鏡の国のスパイ」で第13回横溝正史ミステリ大賞優秀作を受賞し、作家デビュー。
2002年「ハルビン・カフェ」で第5回大藪春彦賞受賞。
2007年、心筋梗塞にて逝去。59歳没。
2008年10月、「裸者と裸者」、「愚者と愚者」に続く近未来の日本での内戦を描く『応化戦争記シリーズ』の完結編となるはずだった「覇者と覇者」が上下巻合本で未完（下巻の第3章まで）のまま刊行された。

## 著作

### 小説
- 灰姫 鏡の国のスパイ
  - 角川書店 1993年5月 ISBN 9784048727594
- 時には懺悔を
  - 角川書店 1994年9月 ISBN 404872813X
  - 角川文庫 2001年9月 ISBN 4043615019
- そこに薔薇があった
  - 集英社 1994年4月 ISBN 4087744078
  - 中公文庫 2005年7月 ISBN 4122045541
- 兇眼
  - 徳間書店 1996年11月 ISBN 419860598X
  - 徳間文庫 2005年6月 ISBN 4198922527
- されど修羅ゆく君は
  - 徳間書店 1996年5月 ISBN 9784198926571
  - 徳間文庫 2003年3月 ISBN 4198912726
- ピリオド
  - 幻冬舎 1997年10月 ISBN 4877281835
- Rの家
  - マガジンハウス 2001年1月 ISBN 4838712839
- ハルビン・カフェ
  - 角川書店 2002年4月 ISBN 4048733486
  - 角川文庫 2005年7月 ISBN 4043615027
- 愛と悔恨のカーニバル
  - 徳間書店 2003年3月 ISBN 419861654X
  - 徳間文庫 2007年9月 ISBN 9784198926571
- 一九七二年のレイニー・ラウ 
  - 小学館 2004年12月 ISBN 4093875359
  - 小学館文庫 2008年10月 ISBN 9784094083163
- ロビンソンの家
  - 中央公論新社 2004年2月 ISBN 412500837X
  - 中公文庫 2005年10月 ISBN 4122045959
- ぼくが愛したゴウスト
  - 中央公論新社 2005年4月 ISBN 4120036324
- 苦い娘
  - 中公文庫 2005年4月 ISBN 4122045134
- ドリーミング・オブ・ホーム&マザー
  - 光文社 2008年2月 ISBN 9784334925970

### 応化戦争記 シリーズ
- 裸者と裸者 上 孤児部隊の世界永久戦争
  - 角川書店 2004年9月 ISBN 4048735578
  - 角川文庫 2007年12月 ISBN 9784043615032
- 裸者と裸者 下 邪悪な許しがたい異端の
  - 角川書店 2004年9月 ISBN 4048735586
  - 角川文庫 2007年12月 ISBN 9784043615049
- 愚者と愚者 上 野蛮な飢えた神々の叛乱
  - 角川書店 2006年9月 ISBN 4048737198
  - 角川文庫 2008年6月 ISBN 9784043615056
- 愚者と愚者 下 ジェンダー・ファッカー・シスターズ
  - 角川書店 2006年9月 ISBN 4048737201
  - 角川文庫 2008年6月 ISBN 9784043615063
- 覇者と覇者 歓喜、慚愧、紙吹雪
  - 角川書店 2008年10月 ISBN 4048738941

### 単行本未収録作品
- 男たちの長い旅（徳間文庫 2006年1月 ISBN 4198923701）に収録。